# 서울이 보이냐?
"서울이 보이냐?"는 2008년에 개봉한 대한민국의 영화이다.

## 캐스팅
- 유승호 : 길수 역
- 오수아 : 김은영 역
- 이창훈 : 성인 길수 역
- 김유정 : 영미 역
- 박상하 : 윤복 역
- 노영학 : 재용 역
- 연준석 : 춘삼 역
- 이효익 : 광삼 역
- 최범호 : 성인 윤복 역